# Koppenwall

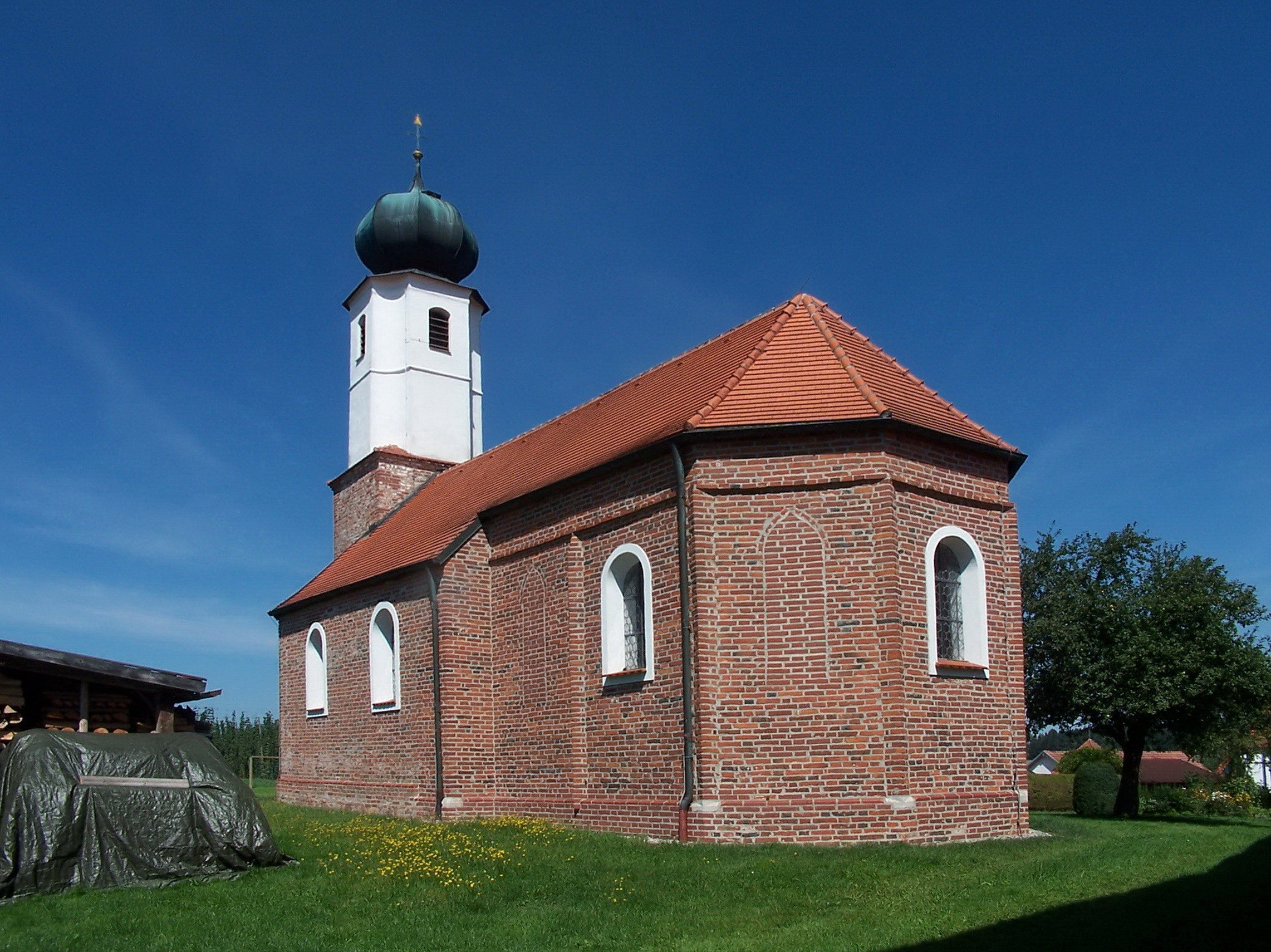
Die Filialkirche St. Korona

Koppenwall ist  ein Ortsteil des Marktes Pfeffenhausen im niederbayerischen Landkreis Landshut. 

## Geographie und Verkehrsanbindung
Das Kirchdorf liegt südwestlich des Kernortes Pfeffenhausen an der LA 40. Etwas weiter entfernt östlich verläuft die B 299. Im Ort hat der Koppenwaller Bach seine Quelle; er fließt weiter östlich in die Große Laber.

## Geschichte
Eine Freisinger Urkunde aus dem Jahre 790 bestätigt, dass der Priester Ekkihart seinen Besitz zu Waldiu an den Dom zu Freising schenkte. Die heutige Bezeichnung Koppenwall entstand erst nach 1500. Um 1600 besaß das Domstift in Koppenwall noch eine Sölde, die der dortigen Taverne angeschlossen war.
Eine gewisse Bekanntheit erlangte Koppenwall durch den „Schlupfaltar“ gegen Rückenschmerzen in der Wallfahrtskirche St. Korona. Nach einem kritischen Brief des Pfarrers Parzefahl von Pfaffendorf an den bischöflichen Stuhl wurde dieser Brauch 1836 im bischöflichen Visitationsprotokoll als „Unfug“ bezeichnet.
Die Gemeinde Koppenwall wurde durch das bayerische Gemeindeedikt 1818 gegründet und gehörte zum Landgericht Rottenburg sowie später zum Bezirksamt und Landkreis Rottenburg an der Laaber. 1920 bestand das Dorf aus 17 Anwesen mit 115 Einwohnern. Die Gemeinde Koppenwall wurde Ende 1945 von der amerikanischen Militärregierung aufgelöst und der Gemeinde Pfaffendorf zugeteilt. Diese ging am 1. Mai 1978 im Zuge der Gebietsreform in Bayern im Markt Pfeffenhausen auf. 2005 gab es in Koppenwall 20 Anwesen mit 99 Einwohnern.

## Sehenswürdigkeiten
In der Liste der Baudenkmäler in Pfeffenhausen sind für Koppenwall zwei Baudenkmäler aufgeführt:
- Die Filialkirche St. Bartholomäus ist eine spätgotische Saalkirche aus dem ausgehenden 15. Jahrhundert. Der Turm trägt einen barocken Achteckaufsatz und eine Zwiebelkuppel.
- Die Filialkirche St. Korona ist eine Saalkirche mit eingezogenem Chor und Westturm. Der Backsteinbau stammt aus der zweiten Hälfte des 15. Jahrhunderts, der Turmoberbau ist barock. Der Westturm mit achtseitigem Aufbau trägt eine Zwiebelkuppel. Die Kirche besitzt einen 1626 errichteten sogenannten Schlupfaltar gegen Rückenschmerzen. Das Altarblatt zeigt das Martyrium der Hll. Corona und Viktor.

## Vereine
- Gartenbauverein Pfaffendorf/Koppenwall
- Schützenverein Laaberperle e. V. Koppenwall